# Sedimentationshypothese
Die Sedimentationshypothese, auch lexikalische Hypothese oder lexikalischer Ansatz, bezeichnet in der Psychologie die Annahme, dass alle wichtigen Persönlichkeitseigenschaften umgangssprachlich durch Eigenschaftsworte der jeweiligen Sprache repräsentiert sind.
Man unterstellt, dass die menschlichen Sprachen für alle persönlichen Eigenschaften, die bedeutsam, interessant oder nützlich sind oder waren, im Laufe der Zeit spezielle Wörter entwickelt haben. Mit der Wichtigkeit individueller Persönlichkeitsunterschiede stieg dabei auch die Wahrscheinlichkeit dafür, dass die Sprache ein gesondertes Wort hervorbrachte. Die Sammlung der Begriffe eines Sprachraumes, mit denen individuelle Unterschiede beschrieben werden können, sollte den Bereich der relevanten individuellen Differenzen abdecken.
Sie ist eine der wichtigsten und am meisten gebrauchten wissenschaftlichen Theorien der differentiellen und Persönlichkeitspsychologie.
Unter anderem wurden die Big Five-Persönlichkeitsmerkmale aus einer lexikalischen Analyse gewonnen. Aus Tausenden von Adjektiven zur Bezeichnung der Persönlichkeit haben Psychologen mit Hilfe statistischer Verfahren die entscheidenden Dimensionen ermittelt. Das Konzept funktioniert auch bei Kindern und in anderen Kulturen.

## Frühe Vermutung

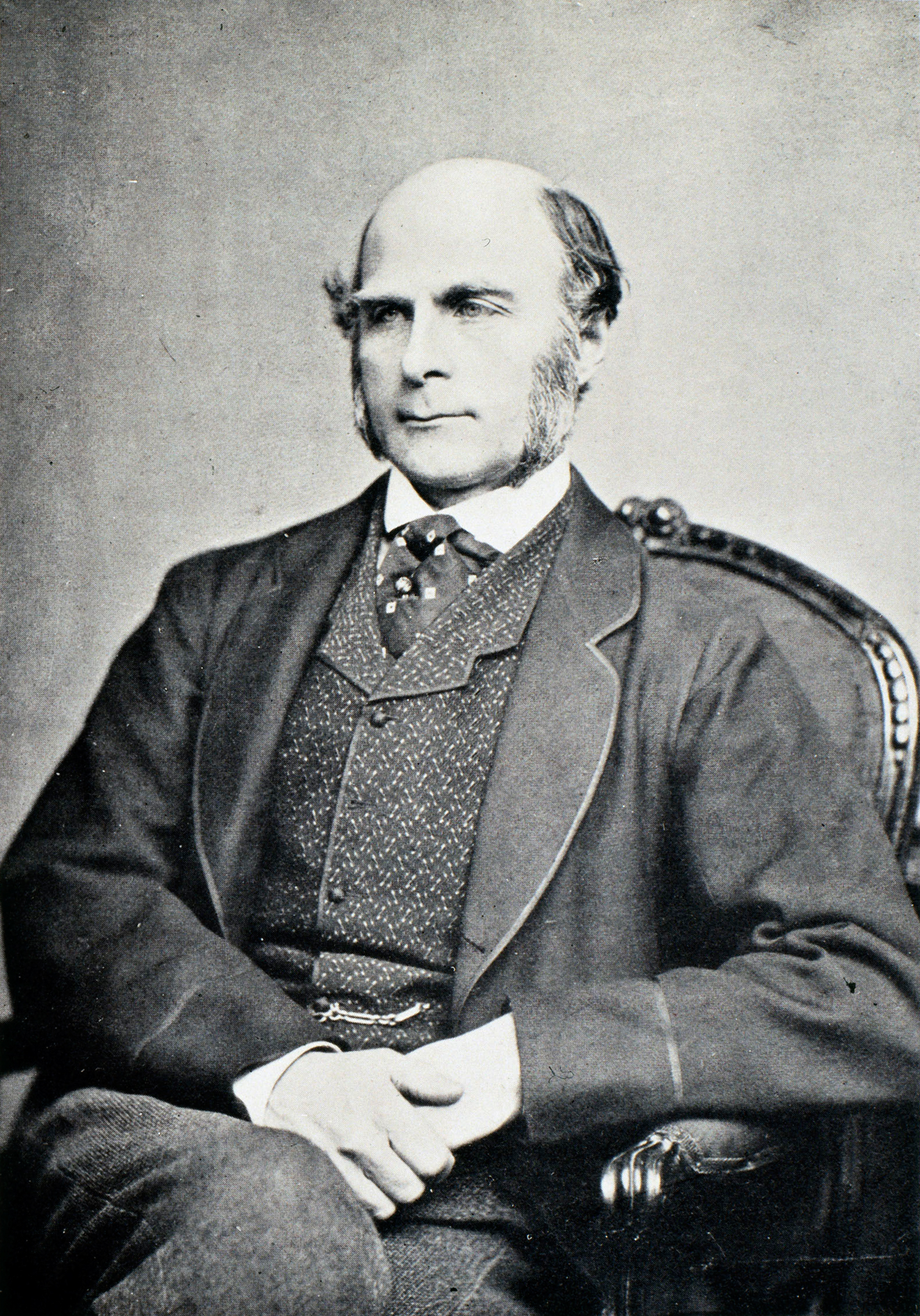
Francis Galton

Die Sedimentationshypothese wurde zuerst von Francis Galton (1884) ansatzweise formuliert.

„I tried to gain an idea of the number of the more conspicuous aspects of the character by counting in an appropriate dictionary the words used to express them... I examined many pages of its index here and there as samples of the whole, and estimated that it contained fully one thousand words expressive of character, each of which has a separate shade of meaning, while each shares a large part of its meaning with some of the rest.“

## Untersuchungen

### Beginn (Germanische Sprachen)

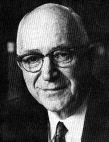
Gordon Allport

Begründet durch die Wissenschaftsgeschichte der Psychologie, wurden die ersten Untersuchungen zur Galtons Überlegungen im anglo-amerikanischen Raum durchgeführt, und dementsprechend an germanischen Sprachen.
Allport & Odbert (1936)
Die erste systematische Zusammenstellung lexikalischer Ausgangsdaten stammt von Gordon Allport und Henry Sebastian Odbert (1936), die die annähernd 550.000 Worte von Webster‘s New International Dictionary aus dem Jahre 1925 nach Adjektiven, Partizipien und Substantiven durchsuchten, die Persönlichkeitsdispositionen bezeichneten.
Selbst nach Ausschluss von Substantiven, die identischen Adjektiven entsprachen (z. B. Ängstlichkeit – ängstlich) und Dialektvarianten, ergab sich immer noch eine Liste von 17.953 Wörtern, darunter allerdings sehr viele seltene, die nur von wenigen Englischsprechenden verstanden werden. Die so entstandene Liste ordneten sie in 4 Kategorien:
- Generalisierte und persönliche Dispositionen – konsistente und stabile Arten der Anpassung einer Person an ihre Umwelt (z. B. gesellig, aggressiv, furchtsam – 4.504 Begriffe)
- Zustände, Stimmungen und Aktivitäten (z. B. froh, traurig, begeistert – 4.541 Begriffe)
- Hochgradig bewertende Beurteilungen der persönlichen Reputation (z. B. exzellent, wertvoll, durchschnittlich – 5.226 Begriffe)
- Physische und nicht zuzuordnende Merkmale (3.682 Begriffe)

An dieser Liste setzten verschiedene Reduktionsverfahren zur Gewinnung von Eingangsdaten für Faktorenanalysen an.
Cattell (1943)
Raymond Bernard Cattell ging von den Begriffen der ersten Kategorie (plus 100 der zweiten Kategorie) aus und reduzierte diese in mehreren Schritten auf 35 bipolare Cluster (siehe Clusteranalyse).
Norman (1967)
Warren T. Norman reduzierte die Liste von Allport und Odbert auf 2.800 gebräuchlichere Eigenschaftsworte unter Ausschluss von gesundheitsbezogenen Bezeichnungen (z. B. kränklich) und stark bewertenden Bezeichnungen (z. B. hervorragend, bösartig).
Goldberg (1990)
Lewis Goldberg wiederum erweiterte und reduzierte die Liste in mehreren Schritten der Klassifikation und Beurteilung durch Studenten zu 339 Adjektiven, die in 100 Gruppen fast synonymer Worte klassifiziert wurden.
Angleitner & Ostendorf (1990)
Für den deutschen Sprachraum durchsuchten Angleitner et al. Wahrigs deutsches Lexikon nach Adjektiven, die Persönlichkeitseigenschaften beschreiben. Es wurden 5.092 Adjektive gefunden und letztendlich ergab sich für die Selbst- und die Bekanntenbeurteilungen eine Fünf-Faktoren-Struktur, die den angloamerikanischen »Big Five« weitgehend entsprach.

### Nicht germanische Sprachen und spätere Untersuchungen
- Chinesisch (Yang & Bond, 1990)
- Tschechisch (Hrebickova & Ostendorf, 1995)
- Hebräisch (Almagor et al., 1995)
- Ungarisch (Szirmak & DeRaad, 1994)
- Italienisch (Di Blas & Forzi; Caprara & Perugini, 1998)
- Polnisch (Szarota, 1995)
- Russisch (Shmelyov & Pokhilko, 1993)
- Türkisch (Somer & Goldberg, 1999)

## Ähnliche Konzepte
- Philosophie der normalen Sprache

Einen ähnlichen Ansatz benutzt die Philosophie der normalen Sprache: Durch eine genaue Analyse des alltäglichen Gebrauchs der Sprache kann demnach Erkenntnis erlangt werden.
- Phänomenologische Psychologie

Johannes Linschoten formuliert: „Es sitzt mir etwas quer.“ Der Ausdruck ist eine erstarrte Sinngebung, ein Sediment und hat in seiner Sedimentation doxischen Wert erhalten [...] Die Gefahr, die die Psychologie bedroht, ist diese Dogmatisierung der doxischen Selbstverständlichkeiten.
- Die gesellschaftliche Konstruktion der Wirklichkeit

In dem von Peter L. Berger und Thomas Luckmann (1966) geschriebenen Schlüsselwerk der Sozialkonstruktivismus wird unter anderem von „Sedimenten von Wissen und Sinn“ gesprochen.

## Kritik
Obwohl der lexikalische Ansatz bei Untersuchungen zur Persönlichkeit häufig benutzt wird, ist er nicht ohne Kritik.
- Viele Eigenschaften von psychologischer Bedeutung seien zu komplex, um sie in einzelnen Wörtern der Alltagssprache abzubilden. Manchmal bedarf es eines umfangreichen Textes, um eine bestimmte Charaktereigenschaft genau zu fassen und zu reflektieren.
- Es gibt lexikalische Mehrdeutigkeiten (Homographe), die nicht immer im richtigen Kontext benutzt werden.
- Es gibt Sprachen, die keine lexikalische Analyse erlauben, weil es keine schriftlichen Überlieferungen gibt.
- Persönlichkeitsbeschreibende Begriffe verändern sich mit der Zeit und unterscheiden sich in Dialekten, Sprachen und Kulturen.